# エンド・オブ・ザ・ワールド (漫画)
『エンド・オブ・ザ・ワールド』は、岡崎京子による日本の漫画短編集。およびその収録作。

## 概要
作者が活動の軸をヤング・レディースに移してからは初めての短編集である。

## 収録作品

### 水の中の小さな太陽
- 祥伝社『FEEL YOUNG』1994年2月号掲載。
- 女子高校生ミーナは美人で優等生、彼氏のユーヤと共に誰もが羨む存在であったが、影では違法薬物の密売、脅迫、アブノーマルなセックスと悪事を重ねていた。日常に対する苛立ちから暴走を続けるミーナに、共犯者であったユーヤも怯え離れていくが、ミーナは自分を止めることが出来ない。

### 乙女ちゃん
- 祥伝社『FEEL YOUNG』1994年3月号連載。
- 市役所に勤めていた無口で実直な父、定年退職後突如スカートを履いて暮らすようになった。息子は父の奇行を嫌がるが。

### VAMPS
- 祥伝社『FEEL YOUNG』1993年12月号（「シークレットB」改題）
- 主人公は祖父から相続した屋敷を持て余し間借り人を募る。借り手として現れた美しい母娘たちには秘密があった。

### ひまわり
- 祥伝社『FEEL増刊　世紀末ラブストーリーズ2』1993年
- 夏休みの暑い日、小学6年の純一は同級生とプールに出かける途中、かつて近所に住んでいたギャルのハルミに声をかけられ、衝撃的な告白をされる。
- ストーリーの展開は橋本治の短編小説「愛の矢車草」から引用している。

### エンド・オブ・ザ・ワールド
- 祥伝社『FEEL増刊　世紀末ラブストーリーズ』1992年
- 両親を惨殺した兄妹の逃避行。

## 書誌情報
岡崎京子 『エンド・オブ・ザ・ワールド』 祥伝社〈FEELコミックス〉
- 1994年7月8日発行、ISBN 4-39-676101-5